# 賢學思政

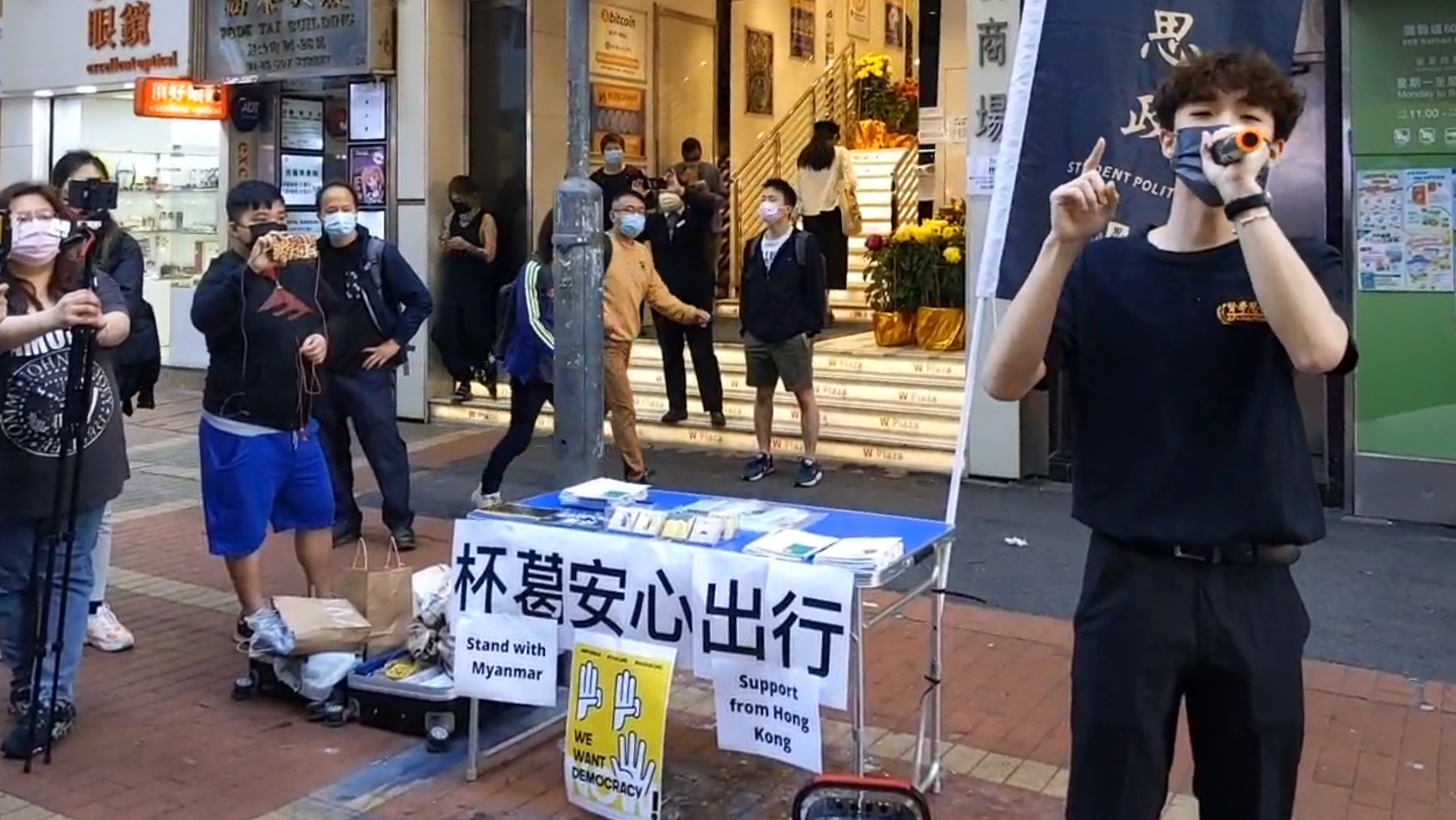
2021年2月，「賢學思政」在旺角設置街站，之後被警員截查和票控違反限聚令

賢學思政（英語：Student Politicism）是香港本土派學生組織，成立于2020年5月26日，於2021年9月24日宣布解散。召集人是王逸戰。

## 歷史
- 2020年5月26日：賢學思政成立。
- 2020年10月10日：賢學思政在香港不同地方舉辦了為期三個星期的反送中攝影相展。[1]
- 2020年11月30日：賢學思政四名成員，包括召集人王逸戰在「Save12」街站後以「非法集結」罪名被捕。[2]
- 2020年12月13日：賢學思政幫在囚人士收集獄中物資，一小時便收40袋。[3]
- 2020年12月29日：賢學思政召開記者會，稱被國安人員警告違反港版國安法。[4]
- 2021年9月20日：警方國家安全處人員以國安法中「串謀煽動顛覆國家政權罪」，上門拘捕「賢學思政」召集人王逸戰、秘書長陳枳森和前發言人朱慧盈。

警方國家安全處高級警司李桂華指出，警方在拘捕行動中搜查組織地址和倉庫，檢獲大批街站物品、刊物、傳單、電腦和電話等，也有送往懲教處所的認可物品。
李桂華指，「賢學思政」自2020年5月成立，即使《香港國安法》生效後，仍然不斷在社交平台發表涉及危害國家安全的言論，共擺設41次街站，發放大量煽動仇恨政府，不服從法律和煽動顛覆政權的訊息。
李桂華舉例，「賢學思政」呼籲公眾不使用「安心出行」，並使用假資料填寫登記表；又曾指出「光復香港，時代革命」是民族信念，並非一個口號，又說下一場抗爭可能是戰爭或革命，因此要裝備好心態和技能；又建議其他人習武，當革命來臨時要全民勇武抗爭。
另外，李桂華指，「賢學思政」又指抗爭是對準港共政權和中共政權，明顯是企圖顛覆中國政權。
李桂華又指，「賢學思政」凝聚志同道合的人士，在旺角成立讓追隨者聚腳的會址，進行展覽和買賣，亦有系統地向相同信念的在囚人士提供物資。
李桂華強調，協助在囚人士是無問題，但如果有人透過協助在囚人士，招攬追隨者以增加影響力，意圖繼續危害國家安全是有問題。
及後，被捕三人曾申請保釋，但均被拒絕。
- 2021年9月22日：警務處國家安全處在旺角拘捕「賢學思政」發言人黃沅琳，涉嫌違反《香港國安法》的第22及23條「串謀煽動他人實施顛覆國家政權」罪。[7]
- 2021年9月24日：賢學思政發表公告，表示組織已再無運作空間，宣布正式解散，遣散所有成員及義工，並停止一切事務。[8][9]

- 2022年10月22日：賢學思政4名成員早前承認《港區國安法》串謀煽動他人實施顛覆國家政權罪，區院法官郭偉健指他們沒有使用社交媒體發表煽動言論下，將案件定性為「較輕但接近嚴重一端」。法官指出4名被告宣揚「香港民族」，只是由鼓吹港獨的人士僭建出來的概念，現實是沒有任何歷史或法理基礎，又引述王逸戰曾鼓勵市民走上街頭及表示會辦拳擊班，反映團體是鼓吹使用暴力；其後法官批評王逸戰在街站曾表示有外來人「文化侵蝕」，影響香港未來的說法是製造恐慌，認為“多了外來人說普通話，何來是文化入侵？”因為說廣東話的人不會因學懂普通話而影響他們日後不會使用廣東話。他又指街站提倡反對新型肺炎的防疫措施，會令人不信任政權，亦讓被煽動的市民認為政府是「極權」。最後判處3人監禁30至36個月，良好背景的黃沅琳則判入教導所。[10]